# De cyberpunkromans
De cyberpunkromans (Engels: Sprawl trilogy) is een sciencefiction trilogie uit 1995 van de Amerikaanse schrijver William Gibson.
De trilogie behandelt onderwerpen als artificiële intelligentie, virtuele realiteit, genetische technologie, en de overheersing door multinationals, lang voor deze ideeën in de populaire cultuur opgang maakten. Het concept cyberspace komt hier voor de eerste keer voor; Gibson vond het woord uit om "een hallucinatie die dagelijks door miljoenen ervaren wordt" te beschrijven. Hij kreeg het idee na het zien van "stonede tieners die videospellen speelden". In de boeken wordt ook naar cyberspace verwezen als "de matrix".

## Delen
Deze roman bevat de drie boeken uit de Sprawl-trilogie:
- Zenumagiër (Neuromancer, 1984)
- Biochips  (Count Zero, 1986)
- Mona Lisa Overdrive (Mona Lisa Overdrive, 1988)